# Kokirevo
Kokirevo is een plaats in de gemeente Vojnić in de Kroatische provincie Karlovac. De plaats telt 72 inwoners (2001).